# 2016年航空
此條目列出2016年發生有關航空運輸的事件。

## 事件

### 1月
- 1月8日：發生瑞典西方航空294號班機空難，導致機上2人皆罹難。
- 1月25日：山西省臨汾市臨汾喬李機場啟用，現為臨汾堯都機場。
- 1月29日：波音737 MAX進行了首飛。

### 2月
- 2月2日：發生達洛航空159號班機爆炸事故，導致1人死亡2人受傷。
- 2月3日：遼寧省營口市營口蘭旗機場啟用。
- 2月5日：湖北省十堰市十堰武當山機場啟用。
- 2月24日：發生塔拉航空193號班機空難，機上23人全部罹難。

### 3月
- 3月7日：福建省三明市三明沙縣機場啟用。
- 3月8日：海南省瓊海市瓊海博鰲機場啟用。
- 3月19日：發生迪拜航空981號班機空難，導致機上62人全部罹難。
- 3月22日：新疆維吾爾自治區石河子市石河子花園機場啟用。
- 3月22日：發生2016年布魯塞爾連環爆炸案，布魯塞爾機場發生兩次爆炸，導致11人死亡，至少100人受傷。布魯塞爾機場一直關閉至4月3日。
- 3月29日：發生埃及航空181號班機劫機事件，沒有人受傷。
- 3月31日：河北省秦皇島市秦皇島北戴河機場啟用。

### 4月
- 4月25日：內蒙古自治區烏蘭察布市烏蘭察布集寧機場啟用。

### 5月
- 5月1日：發生中國東方航空5443號班機事件，沒有人受傷。
- 5月6日：發生威航252號班機事故，沒有人受傷。
- 5月19日：發生埃及航空804號班機空難，機上66人全部罹難。
- 5月27日：發生大韓航空2708號班機事故，30人吸人濃煙不適送院，無人死亡。
- 5月30日：莫斯科州茹科夫斯基茹科夫斯基國際機場啟用。

### 6月
- 6月23日：青海省果洛藏族自治州果洛瑪沁機場啟用。
- 6月23日：努阿克肖特-烏姆圖西國際機場（英语：Nouakchott–Oumtounsy International Airport）啟用，原有的努瓦克肖特國際機場隨即關閉。
- 6月27日：發生新加坡航空368號班機事故，沒有人受傷。

### 7月
- 7月13日：海南省三沙市渚碧礁機場啟用。
- 7月20日：發生幸福通航6005號班機空難，導致機上5人死亡5人受傷。
- 7月22日：發生2016年7月印度空軍運輸機空難，失蹤至今。
- 7月30日：發生2016年洛克哈特熱氣球墜毀事故，導致熱氣球上16人全部罹難。

### 8月
- 8月3日：發生阿聯酋航空521號班機事故，導致13人受傷，地面有1人死亡。

### 10月
- 10月11日：發生2016年虹橋機場跑道入侵事件，沒有人受傷。
- 10月28日：發生聯邦快遞910號班機事故，沒有人受傷。

### 11月
- 11月21日：復興航空宣佈停運並解散。
- 11月28日：發生拉米亞航空2933號班機空難，導致機上72人死亡5人受傷。

### 12月
- 12月7日：發生巴基斯坦國際航空661號班機空難，導致機上48人全部罹難。
- 12月8日：雲南省臨滄市滄源佤山機場啟用。
- 12月16日：新疆維吾爾自治區巴音郭楞蒙古自治州且末玉都機場啟用，完全取代2011年5月的且末機場。
- 12月25日：發生2016年俄羅斯國防部圖-154飛機空難，導致機上92人全部罹難。
- 12月28日：內蒙古自治區呼倫貝爾市扎蘭屯成吉思汗機場啟用。